# 月華美刃
『月華美刃』（げっかびじん）は、遠藤達哉による日本の漫画作品。

## 概要
『竹取物語』をモチーフにした和風ファンタジー。遠藤にとって2作目の連載作品。『週刊少年ジャンプ』（集英社）2000年51号掲載の読切版をもとに、『ジャンプSQ』（集英社）2010年6月号から2012年2月号まで連載された。
世界観は平安時代の日本をモチーフにしているが、SF要素も取り入られている。また、前作『TISTA』と同じく残虐描写が多い。話数カウントは「○の噺」。
本作の前身である読切版「月華美刃」については後述する。

## あらすじ
月の皇都・迦護女都（カゴメノミヤコ）は、月の帝である銀后・竹之内フジヤにより治められていた。しかし、そのフジヤが病に倒れ、皇位奪還を狙う梅之内家、皇都でテロを起こす転宮党が動き出す。
フジヤの娘で問題児の皇女・竹之内カグヤは母が倒れたことを機に、皇女の自覚を持ち始め、元服式に出ることを決意。しかしその元服式を執り行う最中、テロが勃発し、皇位を守るため地球へと渡る。

## 登場人物
声の項はVOMIC版のもの。

### 主要人物
竹之内 カグヤ（たけのうち カグヤ）
声 - 坂本真綾
主人公。銀后（月の女帝）皇女。8月15日生まれ。年齢は不明だが、爺の話振りから10代であると思われる。
皇女らしからぬ問題児だが、素直で甘えん坊な性格。母・フジヤが倒れ、それを機に皇女の自覚を持ち始める。皇紀1502年、銀后不在のまま元服式を執り行う最中、転宮党の襲撃を受ける。皇位奪還を阻止すべくフジヤから皇女身分を示す巫暈支を託され、月を出て、穢星（地球）へ渡る。
しらたま
カグヤに懐く謎の生物「ウササギ」。イズミヤの飼うウサリスを羨んだ幼少期のカグヤがどこかから捕まえ飼育されている。彼女とともに行動しており、穢星へもついて行く。
高野 ミクニ（たかの ミクニ）
近衛軍三室小隊所属の訓練生。父親も近衛軍所属。訓練のため地球へ訪れていたところ、偶然にもカグヤを助ける。しかし彼女が皇女ということに気付いておらず、月で起こったクーデターのことも一切知らなかった。梅之内家と戦うカグヤを見て、擁護することを決意。カグヤと行動を共にする。お調子者で基本的にはカグヤに振り回されているが、カグヤと共に行動する内に近衛としての自覚が芽生え、同時に彼女を1人の女性としても意識し始める。

### 本家・竹之内家
竹之内 フジヤ（たけのうち フジヤ）
声 - 田中敦子
第44代目銀后で、カグヤの母。万民から慕われ、先々代の荒れ果てた皇都から現在の平和な皇都へと建て直した人物。強く、気丈に振舞っているが身体が弱く、余命も幾許と告げられる。十数年前、現在のカグヤのようにハトヤから逃れて秘密裏に穢星に渡った過去を持つ。
カグヤの元服式直前に倒れるが、巫暈支をカグヤに託し、地球へと送り出した。現在は梅之内家に極秘研究所に監禁され、イズミヤ主導による皇家の最大の禁忌である皇家への科学のメスを入れ皇家の秘密を知るための研究材料にされてしまう。
カグヤが生まれているため、夫帯もしくはそれに近い経験（内縁・離婚歴）があると思われるが、夫および娘の父親についての詳細は不明。
竹之内 シロキヤ（たけのうち シロキヤ）
過去の竹之内系末家の娘。松之内カケルヒトの婚約者。少々ドジだが誠実で優しい性格の少女。
周囲に化物扱いされ忌避されるミチルヒト・カケルヒトに対して自ら歩み寄り、理解を示した。その甲斐あって一族が決めた婚約者のカケルヒトとも信頼関係を築きつつあったが、彼女の優しさを信用し切れなかったミチルヒトにより、梅之内ヨシノヤとともに祝賀パレード中に暈力で殺害された。

### カグヤの親近者
讃岐 シシマロ（さぬき シシマロ）
声 - 楠見尚己
春宮近衛大将。
穏やかな性格。カグヤの世話役で幼少期から仕え、反皇族のテロリストから幼い彼女を庇った際に片目を失う。カグヤを地球に送り出し、父のミヤツコマロに彼女を匿うように告げた後、オオクニに匿われる。
萩じい（はぎじい）、菊じい（きくじい）
声 - 秋元羊介（萩）、塚田正昭（菊）
侍講。カグヤの手の悪さに手を焼く。
讃岐 ミヤツコマロ（さぬき ミヤツコマロ）
声 - 塚田正昭
シシマロの父。元六衛府総大将。99歳。
地球では「寿平山の威捕の翁」と呼ばれ、周囲から恐れられる。月政府管理の命で、穢星の治安改善にあたる。妻とともに地球に逃れてきたカグヤを匿う。
讃岐　スズメ(さぬき　スズメ)
声 - 三浦綾乃
ミヤツコマロの奥方。おっとりしているように見えるが、かなり手練の戦闘要員。まさに内助の功。ちなみに、若い頃はミヤツコマロと共に戦場を駆け抜けた暗器使いだった。
海部 アビコ（あまのべ アビコ）
天才的なクラッカー。検非違使に捕まり穢星へ流刑。父親の冤罪を晴らすと心に誓っており、偶然出会ったカグヤ一派と行動を共にする。

### 分家・梅之内家
梅之内 イズミヤ（うめのうち イズミヤ）
声 - たなか久美
カマドヤとフユヒトの娘。具体的な年齢は不明だが、カグヤより年下。
一見すると優雅で上品な少女でアイドル活動も行い、兵や一般人から人気を得る。しかし、狂皇ハトヤの行った大量虐殺の話を笑顔で楽しみ、実母や皇位を竹家に渡した大叔母を内心で罵る等、狂気じみた側面も持ち合わせる。また、平民の遊び仲間を内心で格下扱いして見下す独裁者気質の持ち主でもある。
祖母のハトヤから受け継いだ絶対的聖域体質の持ち主で、両親含む生きた人間と触れ合う事ができず、狂皇直系と言う出自も相俟って孤独の中で成長する。その上、弾みで殺してしまった人間の死体に残る体温から人の温もりを知り、殺人に「しあわせ」を見出してしまった。
梅之内 カマドヤ（うめのうち カマドヤ）
声 - 安田奈緒子
梅之内家当主。梅之内ハトヤの一人娘。
銀后になるため竹之内の皇位奪還を狙う。権力欲はあるが政治的手腕は低く、フジヤの生命を繋ぐ研究用マシンを美容機器と間違える等、聡明とは言えない面が目立つ。政略結婚同然で婚約した夫・フユヒトとは不仲で、愛人を引き連れる。
母親として娘を愛するが、上述の性格から彼女に見下されている。娘がハトヤと同じ志を抱いていると知った時は、彼の悲惨な最期を知るがために反対するが、愛情を否定された上に「甘い」と一蹴されてしまう。
梅之内 フユヒト（うめのうち フユヒト）
声 - 小形満
カマドヤの夫。
かつての梅之内のイメージを拭おうと奔走する。しかし裏ではテロリスト・転宮党と手を組み、カグヤとフジヤの暗殺を企む。フジヤが倒れたことを好機に皇位奪還を狙う。元平民で、青年時代は役人として勤めていたが、内心現在の政治体制を娘・イズミヤ同様「古い」「甘い」と嘲る。
妻のカマドヤとは不仲だが、一人娘のイズミヤを溺愛し、親バカが過ぎて娘の方から窘められる事もある。ただし、妻とは異なり娘への気遣いは打算的なもので、イズミヤの真意にも気づいていない。
梅之内 ハトヤ（うめのうち ハトヤ）
第42代銀后。通称・狂皇。
巫暈支で多くの民を殺害したため忌み嫌われている。梅之内家の皇位転落の要因を生み出した人物。銀后に即位後すぐに後天性疾患の絶対的聖域体質を発症。人工授精で跡取り娘カマドヤを産むが、孫娘のイズミヤにはその体質が先天的に現れた。
政財界の有力者達を「演奏会」と称して招集し、集まった300人を巫暈支で惨殺。その死体は肉塊状となったため、「すりこぎ帝」と呼ばれた。ただし、集まったのは「仕事をしなくて良い」「参加するだけで禄が貰え忠誠心が示せる」と言う理由で参加した奸臣ばかりであり、彼女自身もそれを理解した上で凶行に及んでいた様子がある。
女系の遺伝子による巫力の制御を開放しようとし、太政大臣に皇族の研究を行わせた。しかし結果は失敗し、悲惨な最期（カマドヤ曰く「気が触れた死に方」）を遂げたらしい。
梅之内 スキヤ（うめのうち スキヤ）
第43代銀后。ハトヤに仕えていた太政大臣を流刑にし、梅之内家を皇位転落させた人物。イズミヤの大叔母にあたる。
梅之内 ヨシノヤ（うめのうち ヨシノヤ）
過去の梅之内系末家の娘で、松之内ミチルヒトの婚約者。
大胆で積極的な性格の女性で、初対面のミチルヒトに自ら子作りを迫った。しかし、ミチルヒトへの愛情は皆無に等しく影で「化物」と呼んで罵り、縁談そのものも一族の日陰者の自分が当主の母＝上皇（銀后の母）へとなり上がるチャンスと捉えていた。元から彼女に好印象を抱いていなかったミチルヒト自身に全てを知られ、祝賀パレードの際に竹之内シラキヤもろとも暈力で殺害される。

### 元皇室御三家・松之内家
松之内 エリヤ（まつのうち エリヤ）
第30代銀后。女しか生まれて来ない筈の皇統にありながら、誕生する筈がない「忌み子」である男児の双子を出産し、産褥死した。
松之内 ミチルヒト（まつのうち ミチルヒト）
エリヤの双子の息子の1人。
実家の松之内家を含む皇族全体から化物と疎まれ続け、苛烈で殺伐とした性格に成長。男ゆえ皇位継承者にも松家当主にもなれず、自分かカケルヒトの子供が生まれれば「なかったこと」にされると決まっていた身の上に反発し、後継者を作るための子種として竹之内・梅之内分家に「嫁ぐ」ことにも真っ向から反発。結果ヨシノヤ・シラキヤを惨殺し、当時の銀后の命により脳梁切断後月外追放となる。表向きにはその後死んだ事にされていたが実は生き延びており、穢星の女と結んで子孫を残し、自分達が初代となった穢星の松之内一族に女が生まれたら殺す慣習を打ち立てていた。
松之内 カケルヒト（まつのうち カケルヒト）
エリヤの双子の息子の1人。
ミチルヒトとは反対に穏健な性格で、皇位にも当主の地位にもそこまで興味は持っていなかった。一族から押し付けられた縁談を徐々に受け容れ、妻となるシラキヤに自分の生きる意味を見出そうとした。しかし、一緒にパレードに参加していたカケルヒトがシラキヤまで殺害したため、巻き添えを食らう形で彼と共に穢星に追放される。
松之内 イビルヒト（まつのうち イビルヒト）
松家現当主。残忍で容赦がない。
月に対して異常なまでの憎悪の念を持ち、過去に遣月使として組まれた松家の有志一団を国賊とし、皇族含む百名あまりを惨殺した。かつては温厚な人物で、月への憎悪は始祖の思念にとりつかれていたためでもあった。
松之内 キルヒト（まつのうち キルヒト）
第3皇家、松之内の子孫。
フジヤの裏切りによる事件で一族の者と、母と妹を殺された恨みから復讐に燃えていたが、富士原からフジヤは惨殺事件に無関与であることと、妹が生きていることを知り、考えを改める。
兎読子（トヨミコ） / 奇子（くしこ）
松之内キルヒトの妹。
フジヤに殺されたと思われていたが、別の村で生きていた。人身御供として捧げられる予定だった時にカグヤと出会い、帰京を決意する。兄と似た気性を持つカグヤに好意を持っている。

### その他の人物
転宮党（てんぐうとう）
反皇族派テロ集団。天狗の面を被り、民間人が巻き込まれようとも武力抗争を続ける。裏では梅之内家が関係している。
子安 ガイ（こやす ガイ）
梅之内家に仕える求魂者。階級は大納言。カグヤ暗殺のために地球へ送り込まれた。容姿や言動はオカマだが、実際はジェンダーフリー主義の男性で、オカマと言われると激怒する。34歳。
高野 オオクニ（たかの オオクニ）
ミクニの父。テロ時、傷ついたシシマロを救助し、三神島（人工衛星）の一つである蓬莱島へ脱出した。月ではテロに加担したお尋ねものになってしまっている。
干村（ほしむら）
梅之内家による自作自演テロに巻き込まれた恋人の仇のために梅之内家の近衛に入った男。現在は地球に所属し、復讐の機会を窺っている。誤って梅之内家敷地に入り込んでしまったカグヤとミクニと出会い、捕らえられている無罪の市民たちを解放した。
ヨシフサ
鉄仮面を着けた老人。その正体は銀后・梅之内ハトヤ時代の元太政大臣で、皇族の研究者でもある。ハトヤの凶行に荷担した罪で穢星への流刑にされた。現在は放免扱いとなっている。
富士原（ふじわら）
キルヒトの教育係。キルヒトと兎読子（奇子）に我が子同然の篤い情を傾ける。

## 用語
巫暈支（フツヌシ）
銀后に代々受け継がれてきた謎の武器。暈力を増幅・強化する力がある。
暈力（ハロ）
月の皇族であれば誰もが必ず大なり小なり持っている超能力（この場合、穢星の松之内一族も含む）。巫暈支には暈力を増幅・強化する力がある。
絶対的聖域体質（ぜったいてきアジールたいしつ）
体内の暈力が本人の意志とは関係なく流出し、人間との接触の障害を引き起こす疾患。無機物・人間以外の動物等人体以外のものには接触出来る。
ウササギ
月に生息するウサギのような生物。手足は短く、長い耳で空を飛ぶことができる。
ウサリス
月に生息するリスのような生物。上記のウササギ同様、耳が長い小動物。尻尾の先が丸い毛玉のようになっており、尻尾は幸福を呼ぶアイテムといわれている。

## ヴォイスコミック
集英社のヴォイスコミック「VOMIC」として、2011年3月にジャンプ専門情報番組『サキよみ ジャンBANG!』にて放送され、同年4月からVOMIC公式サイトで配信された。

## 読切版
謀反により地球へと逃れた月の帝国の女帝カグヤ・クレセントハートを主人公とする物語。『週刊少年ジャンプ』2000年51号掲載。『四方遊戯 遠藤達哉短編集』収録。47P。話のモチーフは『竹取物語』。

### あらすじ
主人公・カグヤが月の女帝に就いて間もなく、クーデターが勃発した。皇位を奪われ、月を追われたカグヤは地球へと逃亡する。

### 登場人物
カグヤ・クレセントハート
主人公の少女。現在の月の女帝。粗暴な性格ではあるが、根は優しい。左大臣による謀反で皇位を奪われ、地球へと渡る。
ナギ・クレセントハート
カグヤの母。先代の月の女帝。病を患っており、余命も幾許と告げられている。カグヤを地球へと送り出した。
ミヤツコマロ
地球に住む月の人間。地球に逃げてきたカグヤを助けた。
テンジ
地球の人間。カグヤに惚れている。
ハハナ・パープルシキヴズ
カグヤを狙う大納言。

## 書誌情報
- 遠藤達哉 『月華美刃』 集英社〈ジャンプ・コミックス〉、全5巻。
  1. 2010年9月8日第1刷発行（9月3日発売[集 1]）、ISBN 978-4-08-870130-1
  2. 2011年2月9日第1刷発行（2月4日発売[集 2]）、ISBN 978-4-08-870183-7
  3. 2011年7月9日第1刷発行（7月4日発売[集 3]）、ISBN 978-4-08-870243-8
  4. 2011年11月9日第1刷発行（11月4日発売[集 4]）、ISBN 978-4-08-870340-4
  5. 2012年3月7日第1刷発行（9月2日発売[集 5]）、ISBN 978-4-08-870380-0

### 集英社BOOK NAVI
以下の出典は『集英社BOOK NAVI』（集英社）内のページ。書誌情報の発売日の出典としている。
1. ↑  “月華美刃/1｜遠藤 達哉｜ジャンプコミックス” (n.d.). 2011年12月6日閲覧。
2. ↑  “月華美刃/2｜遠藤 達哉｜ジャンプコミックス” (n.d.). 2011年12月6日閲覧。
3. ↑  “月華美刃/3｜遠藤 達哉｜ジャンプコミックス” (n.d.). 2011年12月6日閲覧。
4. ↑  “月華美刃/4｜遠藤 達哉｜ジャンプコミックス” (n.d.). 2011年12月6日閲覧。
5. ↑  “月華美刃/5｜遠藤 達哉｜ジャンプコミックス” (n.d.). 2011年12月6日閲覧。